# 淮陽郡 (江蘇省)
淮陽郡（わいよう-ぐん）は、中国にかつて存在した郡。東晋から隋初にかけて、現在の江蘇省宿遷市・淮安市一帯に設置された。

## 概要
東晋の義熙年間の土断により、淮陽郡が立てられた。淮陽郡は北徐州に属し、郡治は角城に置かれた。
南朝宋のとき、淮陽郡は徐州に属し、角城・晋寧・宿預・上党の4県を管轄した。
467年（皇興元年）、北魏が淮陽郡を奪った。淮陽郡は南徐州に属した。
505年（天監6年）、南朝梁が淮陽郡を奪った。淮陽郡は東徐州に属した。
549年（武定7年）、侯景の乱の混乱に乗じて、東魏が淮陽郡を奪った。東魏の淮陽郡は東楚州に属し、甬城・綏化・招義・淮陽の4県を管轄した。
北周のとき、淮陽郡は泗州に属した。
583年（開皇3年）、隋が郡制を廃すると、淮陽郡は廃止されて、泗州に編入された。